# Historia de Costa de Marfil
La historia primitiva de Costa de Marfil es virtualmente desconocida, aunque se cree que existió ahí una cultura neolítica. Francia hizo su primer contacto con Costa de Marfil en 1637, cuando llegaron misioneros a Assinie, cerca de la frontera de la Costa de Oro (hoy Ghana). Los primeros contactos estaban limitados a unos pocos misioneros a causa de la inhóspita línea costera y el miedo de los colonos hacia los habitantes.
En el siglo XVIII, el país fue invadido por dos grupos relacionados con los grupos akan —los agnis, que ocuparon el sudeste, y los baoulé, que se establecieron en la sección central. En 1843-1844, el almirante Bouet-Williaumez firmó tratados con los reyes de las regiones del Gran Bassam y Assinie, poniendo sus territorios bajo protectorado francés. Exploradores, misioneros, compañías comerciales y soldados franceses extendieron gradualmente el área bajo control francés tierra adentro desde la región de la laguna. No obstante, la pacificación no se cumplió hasta 1915.

## Período precolonial
El territorio está habitado desde el paleolítico superior, como prueban algunos restos encontrados, pese a las dificultades para la arqueología por las condiciones del terreno y por la falta de tradición de excavaciones en el país. En la época antigua en el norte se establecieron pueblos saharianos y en el sur los Krus, venidos de Liberia. Los diferentes pueblos se organizaron en ciudades-estado que sobrevivían gracias a las rutas comerciales y sin límites precisos.
Los primeros colonizadores europeos fueron los portugueses, quienes bautizaron al país por la cantidad de marfil que encontraron. A finales del siglo XVIII se inició el colonialismo francés, con la conversión al catolicismo de los principales líderes tribales, aunque no se convirtió en propiedad oficial de Francia hasta 1893.

## Período francés
Costa de Marfil se convirtió oficialmente en colonia francesa el 10 de marzo de 1893. El capitán Louis-Gustave Binger, quien había explorado la frontera de la Costa de Oro, fue nombrado el primer gobernador. Negoció tratados limítrofes con Liberia y el Reino Unido (por la Costa de Oro) y más tarde comenzó la campaña contra Almany Samory, un jefe malinké que luchó contra los franceses hasta 1898.
De 1904 hasta 1958, Costa de Marfil era una unidad constituyente de la federación de África Occidental Francesa. Fue colonia y territorio de ultramar bajo la Tercera República Francesa. Hasta el periodo siguiente a la Segunda Guerra Mundial, los asuntos gubernamentales en África Occidental Francesa eran administrados desde París. La política francesa en África occidental se reflejó principalmente en su filosofía de "asociación", queriendo decir que todos los africanos en Costa de Marfil eran oficialmente "sujetos" franceses sin derechos a representación en África o Francia.
Durante la Segunda Guerra Mundial, el régimen de Vichy permaneció en el control hasta 1943, cuando miembros del gobierno provisional del general Charles De Gaulle asumieron el control de toda el África Occidental Francesa. La conferencia de Brazzaville de 1944, la primera Asamblea Constituyente de la Cuarta República Francesa en 1946, y la gratitud de Francia por la lealtad africana durante la guerra llevó a reformas gubernamentales de largo alcance en 1946. La ciudadanía francesa fue concedida a todos los "sujetos" africanos, se reconoció el derecho a organizarse políticamente y varias formas de trabajo forzado fueron abolidas.
Se alcanzó un punto decisivo en las relaciones con Francia con el Acta de Reforma de Ultramar (Loi Cadre ) de 1956, la cual transfería un número de poderes desde París a gobiernos territoriales elegidos en África Occidental Francesa y también removía las restantes inequidades votantes.

## Independencia
En diciembre de 1958, Costa de Marfil se convertía en una república autónoma dentro de la Comunidad Francesa como resultado de un referéndum que trajo el estatus de comunidad a todos los miembros de la antigua federación de África Occidental Francesa excepto Guinea, la cual había votado contra la asociación. Costa de Marfil se independizó el 7 de agosto de 1960, y permitió que su membresía comunitaria caducara. Estableció la ciudad comercial de Abiyán como su capital.
La historia política contemporánea de Costa de Marfil está asociada de cerca con la carrera de Félix Houphouët-Boigny, presidente de la república y líder del Parti Démocratique de la Côte d'Ivoire (PDCI) hasta su muerte, el 7 de diciembre de 1993. Fue uno de los fundadores de la Rassemblement Démocratique Africain (RDA), el principal partido político interterritorial pre-independencia para todos los territorios africanos occidentales franceses excepto Mauritania.
Houphouët-Boigny vino primero a la prominencia política en 1944 como fundador del Syndicat Agricole Africain, una organización que ganó condiciones mejoradas para los granjeros africanos y formó un núcleo para el PDCI. Tras la Segunda Guerra Mundial, fue elegido por un estrecho margen para la primera Asamblea Consituyente. Representando a Costa de Marfil en la Asamblea Nacional Francesa desde 1946 hasta 1959, dedicó gran parte de su esfuerzo a la organización política interterritorial y al posterior mejoramiento de las condiciones laborales. Tras sus trece años de servicio en la Asamblea Nacional Francesa, incluyendo casi tres años como ministro en el gobierno francés, se convirtió en el primer ministro de Costa de Marfil en abril de 1959, y al año siguiente fue elegido como su primer presidente.
En mayo de 1959, Houphouët-Boigny reforzó su posición como figura dominante en África Occidental al llevar a Costa de Marfil, Níger, Alto Volta (Burkina Faso), y Dahomey (Benín) al Concejo de la Entente, una organización regional que promovía el desarrollo económico. Mantuvo que el camino hacia la solidaridad africana era a través de la cooperación económica y política paso-a-paso, reconociendo el principio de la no intervención en los asuntos de otros estados africanos.
Las primeras elecciones multipartidarias se realizaron en octubre de 1990 y Houphouët-Boigny ganó de forma convincente.

## Período posterior a la muerte de Houphouët-Boigny
Houphouët-Boigny murió el 7 de diciembre de 1993, y fue sucedido por su diputado Henri Konan Bédié quien fue presidente del Parlamento.
Fue derrocado el 24 de diciembre de 1999 por el general Robert Guéï, un excomandante de ejército sacado por Bédié. Este fue el primer golpe de Estado en la historia de Costa de Marfil. Siguió un descenso de la actividad económica y la junta prometió devolver el país al gobierno democrático en el año 2000.
Guéï permitió que se hicieran elecciones al año siguiente, pero cuando éstas fueron ganadas por Laurent Gbagbo, él se rehusó en un principio a aceptar su derrota. Pero las protestas callejeras lo obligaron a renunciar y Gbagbo fue nombrado presidente el 26 de octubre de 2000.

### Primera Guerra civil
El 19 de septiembre de 2002, surgió una rebelión en el norte y el oeste y el país quedó dividido en tres partes. Ocurrieron asesinatos masivos, notablemente en Abiyán desde el 25 hasta el 27 de marzo, cuando fuerzas del gobierno mataron a más de 200 protestantes, y el 20 y 21 de junio en Bouaké y Korhogo, donde las purgas llevaron a la ejecución de más de 100 personas. Un proceso de reconciliación bajo auspicios internacionales comenzó en 2003. Varias miles de tropas francesas y africanas occidentales permanecieron en Costa de Marfil para mantener la paz y a ayudar a implementar los acuerdos de paz.
Se suponía que se llevaría a cabo un desarme el 15 de octubre de 2004, pero fue un fracaso. Costa de Marfil ahora está dividida entre el líder rebelde Guillaume Soro y el presidente Laurent Gbagbo, quien ha bloqueado los avances diplomáticos hechos en Marcoussis y Acra—de las leyes relacionadas con las reformas políticas prometidas por Gbagbo en Acra, sólo dos de diez se han votado hasta ahora. El lado rebelde tampoco ha mantenido sus promesas, lo cual resulta en un estado de guerra cuasi–civil.
La frustración es ahora un sentimiento dominante en la población, especialmente desde que el promedio de la calidad de vida ha caído desde la era de Félix Houphouët-Boigny. La responsabilidad por el empeoramiento de la situación es ampliamente atribuida al pueblo del Norte, aunque la calidad de vida bajo el gobierno de Houphouët-Boigny fue debido principalmente al patrocinio a través del sistema "Françafrique" (diseñado para consolidar la influencia de Francia en África), y la economía funcionó principalmente gracias a una mal pagada clase trabajadora burkinabé e inmigrantes de Malí.
La deuda del país ha crecido, el desorden civil ocurre a diario, y la vida política se ha vuelto en luchas personales por intereses. Para responder a estas problemas, nació el concepto de "ivoirité", un término racista que apunta principalmente a denegar los derechos económicos y políticos a los inmigrantes del Norte.
Nuevas leyes sobre elegibilidad, nacionalidad y propiedad deben ser adoptadas para dirigirse a este tema, pero si son retrasadas, la inscripción de electores será imposible antes de las próximas elecciones. Esto podría llevar a una peligrosa situación donde el gobierno se pegaría al poder, lo cual la rebelión probablemente no aceptaría.
Las tensiones entre Costa de Marfil y Francia aumentaron el 6 de noviembre de 2004, después que ataques aéreos marfileños mataron a 9 pacificadores franceses y a un trabajador de socorro. En respuesta, las fuerzas francesas atacaron el aeropuerto de Yamusukro, destruyendo todos los aviones de la fuerza aérea marfileña. Violentas protestas surgieron en Abiyán y Yamusukro, y estuvieron marcadas por la violencia entre marfileños y pacificadores franceses. Miles de extranjeros, especialmente ciudadanos franceses, evacuaron las dos ciudades.
La mayor parte de la lucha terminó a fines de 2004, con el país dividido entre un norte controlado por los rebeldes y un sur controlado por el gobierno. En marzo de 2007, las dos partes firmaron un acuerdo para celebrar nuevas elecciones, aunque terminaron retrasándose hasta 2010, cinco años después de que supuestamente expirara el mandato de Gbagbo.

### Segunda Guerra civil
Después de que el candidato del norte, Alassane Ouattara, fuera declarado vencedor de las elecciones presidenciales de Costa de Marfil de 2010 por la Comisión Electoral Independiente (CEI) del país, el presidente del Consejo Constitucional, un aliado de Gbagbo, declaró que los resultados no eran válidos y que Gbagbo era el ganador. Tanto Gbagbo como Ouattara reclamaron la victoria y prestaron juramento presidencial. La comunidad internacional, incluidas las Naciones Unidas, la Unión Africana, la Comunidad Económica de los Estados de África Occidental (ECOWAS), la Unión Europea, los Estados Unidos y la antigua potencia colonial Francia afirmaron su apoyo a Ouattara y pidieron la renuncia de Gbagbo. Sin embargo, las negociaciones para resolver la disputa no lograron ningún resultado satisfactorio. Cientos de personas murieron en la escalada de violencia entre partidarios pro-Gbagbo y pro-Ouattara y al menos un millón de personas fueron desplazadas, en su mayoría desde Abiyán.
Las organizaciones internacionales informaron de numerosos casos de violaciones de derechos humanos por ambas partes, en particular en la ciudad de Duékoué. Las fuerzas de la ONU y francesas tomaron medidas militares, con el objetivo declarado de proteger a sus fuerzas y civiles. Las fuerzas de Ouattara arrestaron a Gbagbo en su residencia el 11 de abril de 2011, marcando el inicio del fin de la segunda guerra civil.

## Actualidad
Alassane Ouattara ha gobernado el país desde 2010 cuando derrocó a su predecesor Laurent Gbagbo. El presidente Ouattara fue reelegido en las elecciones presidenciales de 2015. En noviembre de 2020 ganó el tercer mandato en elecciones boicoteadas por la oposición. Sus opositores argumentaron que era ilegal que el presidente Ouattara se postulara para un tercer mandato. El Consejo Constitucional de Costa de Marfil ratificó formalmente la reelección del presidente Alassane Ouattara para un tercer mandato en noviembre de 2020
El 6 de marzo de 2021, por primera vez en una década, los tres principales partidos del país, el gobernante Rally de Houphouëtists por la Democracia y la Paz (RHDP), el Partido Democrático de Costa de Marfil - Agrupación Democrática Africana (PDCI) y el Frente Popular Marfileño (FPI), participaron en un mismo elección, todo esto en un clima bastante armonioso. De 254 escaños de diputados, el RHDP gana 137 y por tanto obtiene la mayoría absoluta mientras que la coalición formada por el PDCI y Juntos por la Democracia y la Soberanía (EDS), logaron un total de 50 escaños.